# Музей авіації та космонавтики Чернігівщини
Музей авіації та космонавтики Чернігівщини — музей у Чернігові.

## Історія
1971 року при Чернігівському вищому військовому авіаційному училищі льотчиків створено музей на громадських засадах. 2010 року силами організації «Спілка ветеранів ЧВВАУЛ» і, зокрема, його голови Володимира Фомича Кузьменкова музей внесено до реєстру громадських музеїв Чернігова.
23 травня 2018 року постійна комісія з питань освіти, науки, культури та інформаційної сфери, розглянувши звернення, вирішила підтримати пропозицію громадської організації та створити комунальне підприємство «Музей авіації та космонавтики Чернігівщини».
Існує проєкт з розміщення експонатів просто неба між вулицями Курсанта Єськова та Юрія Мезенцева — на південь від площі Авіаторів.

## Опис
Силами ветеранів авіації систематизовано експонати, накопичені за багато десятиліть. Матеріали музею розповідають про історію авіації Чернігівщини: створення в 1940-х роках військової школи пілотів, подвиги її випускників у роки Німецько-радянської війни, організацію училища льотчиків 1951 року, внесок випускників у радянську космонавтику.
Музей тимчасово розміщується на 1 поверсі навчального корпусу Чернігівського ліцею з посиленою військово-фізичною підготовкою (колишнє Чернігівське вище військове авіаційне училище льотчиків). На території військової частини А4444 (Стрілецька вулиця, 1) просто неба розміщено експонати — літаки навчальні (Л-29, Л-39), навчально-бойові (УТИ МіГ-15, МіГ-21У, МіГ-23УБ), бойові (МіГ-17, МіГ-21ПФ і МіГ-23М) — від 2020 року доступ до них відсутній.